# Paramedicus
Een paramedicus is iemand die in het kader van zijn beroep paramedische behandelingen uitvoert. De paramedicus voert gezondheidsbevorderende taken uit naast een geneeskundige (medicus) en meestal onder diens toezicht. De term paramedicus houdt op zichzelf geen erkende bevoegdheid in.

## België
In België worden de paramedische beroepen via het koninklijk besluit tot vaststelling van de lijst van de paramedische bepaald en vallen deze beroepen onder een beschermde beroepsberoepen titel.

## Nederland
Opleidingen voor een paramedisch beroep zijn er op verschillende niveaus vanaf 
hbo-niveau. Voor bepaalde paramedici zijn er aan universiteiten opleidingen op masterniveau.
Een aantal paramedische beroepen valt onder artikel 34 van de Wet op de beroepen in de individuele gezondheidszorg en is privaatrechtelijk geregistreerd door de stichting Kwaliteitsregister Paramedici.

### Overzicht van paramedische beroepen in Nederland
- Ambulanceverpleegkundige
- Anesthesiemedewerker
- Audioloog
- Counselor
- Diëtist
- Ergotherapeut
- Echografist
- Fysiotherapeut
- Huidtherapeut
- Klinisch perfusionist
- Logopedist
- Longfunctieanalist
- Laborant klinische neurofysiologie
- Medisch nucleair laborant
- Medisch nucleair werker
- Medisch hulpverlener
- Medisch pedicure
- Mondhygiënist
- Oefentherapeut Cesar
- Oefentherapeut Mensendieck
- Operatieassistent
- Optometrist
- Orthopedisch technicus
- Orthopedisch technoloog
- Orthoptist
- Paraveterinair
- Physician assistant
- Podotherapeut
- Praktijkondersteuner
- Praktijkverpleegkundige
- Psycholoog
- Radiotherapeutisch laborant
- Radiodiagnostisch laborant
- Registerpodoloog
- Tandprotheticus
- Technoloog medische beeldvorming